# Hans Hoffmann (Maler)

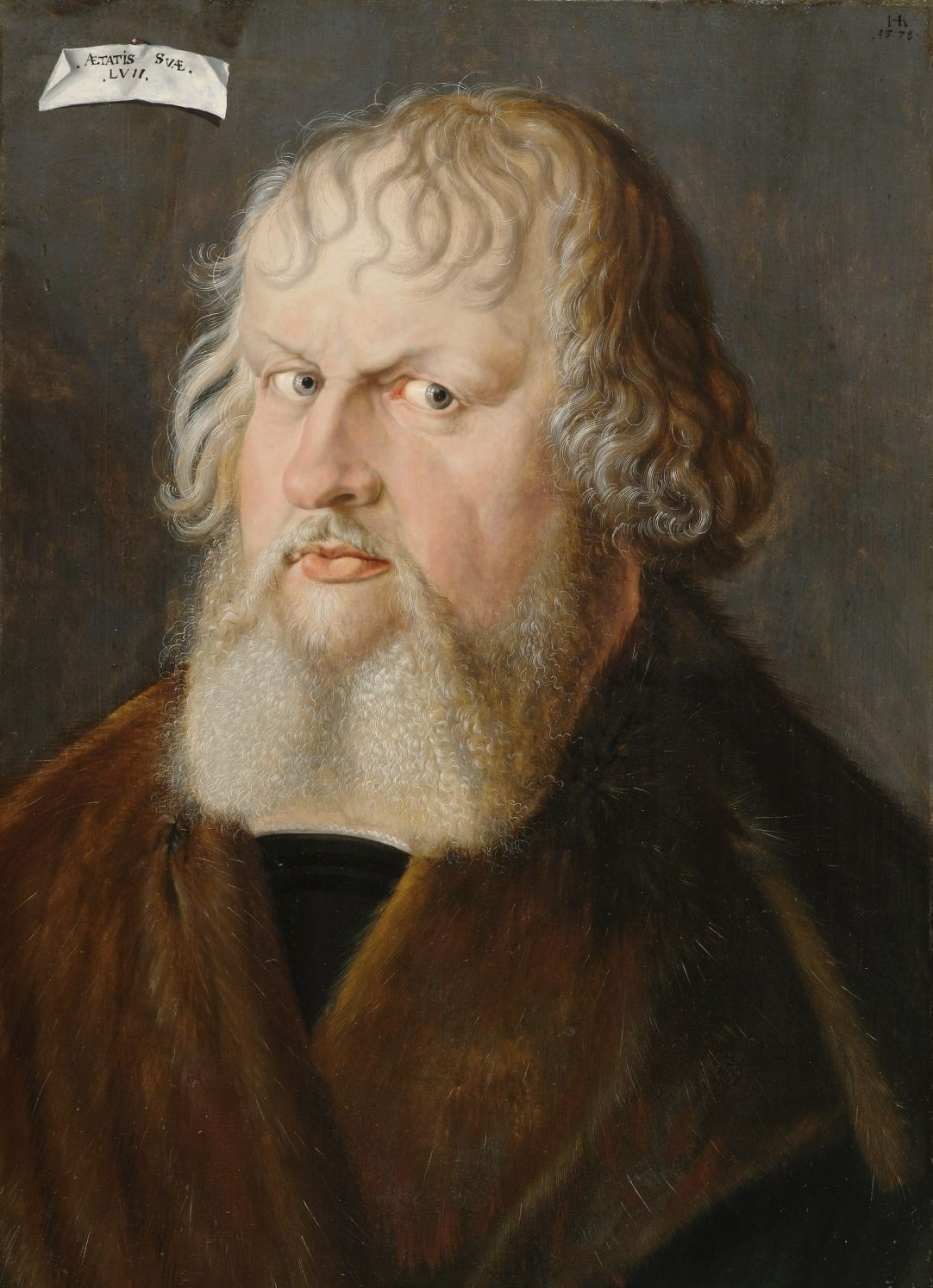
Bildnis des Nürnberger Patriziers Hieronymus Holzschuher, Kopie nach Dürer, Nürnberg 1578, Germanisches Nationalmuseum

Hans Hoffmann (auch Hofmann, * um 1530 in Nürnberg; † 1591/2 in Prag) war ein deutscher Maler und Zeichner des Manierismus.

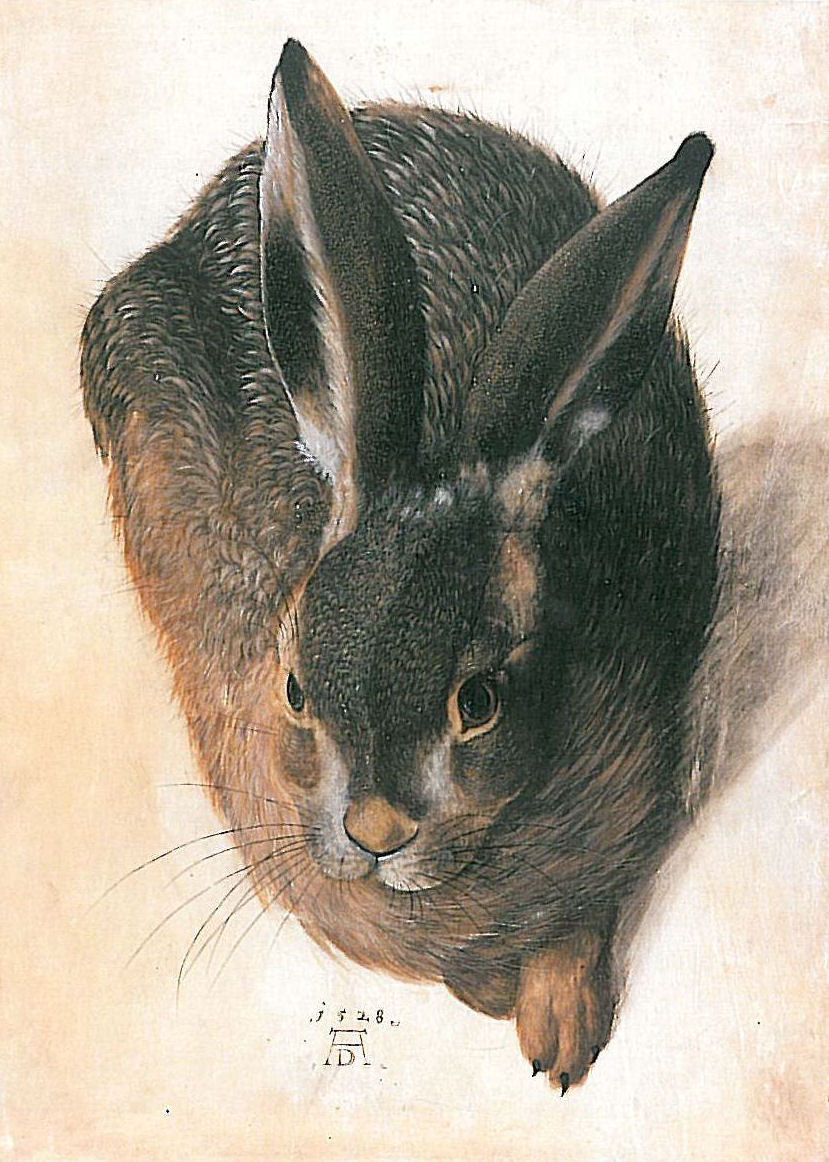
Hase, bezeichnet mit Dürers Monogramm und der Jahreszahl 1528 (Dürers Todesjahr)

Es wird vermutet, dass Hoffmann eine Zeit lang in den Niederlanden gelernt und gearbeitet hat. 1576 ist er in Nürnberg nachweisbar, wo er schnell durch seine Kopien von Werken Albrecht Dürers berühmt wurde. Die Kopien sind so täuschend echt, dass manche bis in die Gegenwart für Werke Dürers gehalten wurden. Im Praunschen Kabinett sollen sich 159 Zeichnungen Hoffmanns von Blumen, Kräutern und Tieren befunden haben.
1584 ging er nach München, um dort im Auftrag von Herzog Wilhelm V. zu arbeiten. 1585 ernannte ihn Kaiser Rudolf II. zum Hofmaler und holte ihn an den kaiserlichen Hof nach Prag. Hoffmann, der als Haupt der Dürer-Renaissance am kaiserlichen Hof gilt, beriet Rudolf beim Aufbau seiner Kunstsammlung und erwarb für ihn Werke aus dem Nachlass Dürers durch den mit ihm befreundeten Nürnberger Patrizier und Sammler Willibald Imhoff.

## Ausstellung
2022 wird weltweit erstmals eine monographische Ausstellung zum Leben und Werk Hans Hoffmanns gezeigt: Das Germanische Nationalmuseum präsentiert in der Ausstellung Hans Hoffmann – ein europäischer Künstler der Renaissance 70 Hoffmann-Originale im direkten Vergleich mit Albrecht Dürer Originalen.

## Werke
Neben den Dürer-Kopien schuf Hoffmann auch Werke, in denen er z. B. den Dürerschen Feldhasen in eine Waldlandschaft einbettete und damit die Grundlage der Gattung Tierstück legte.

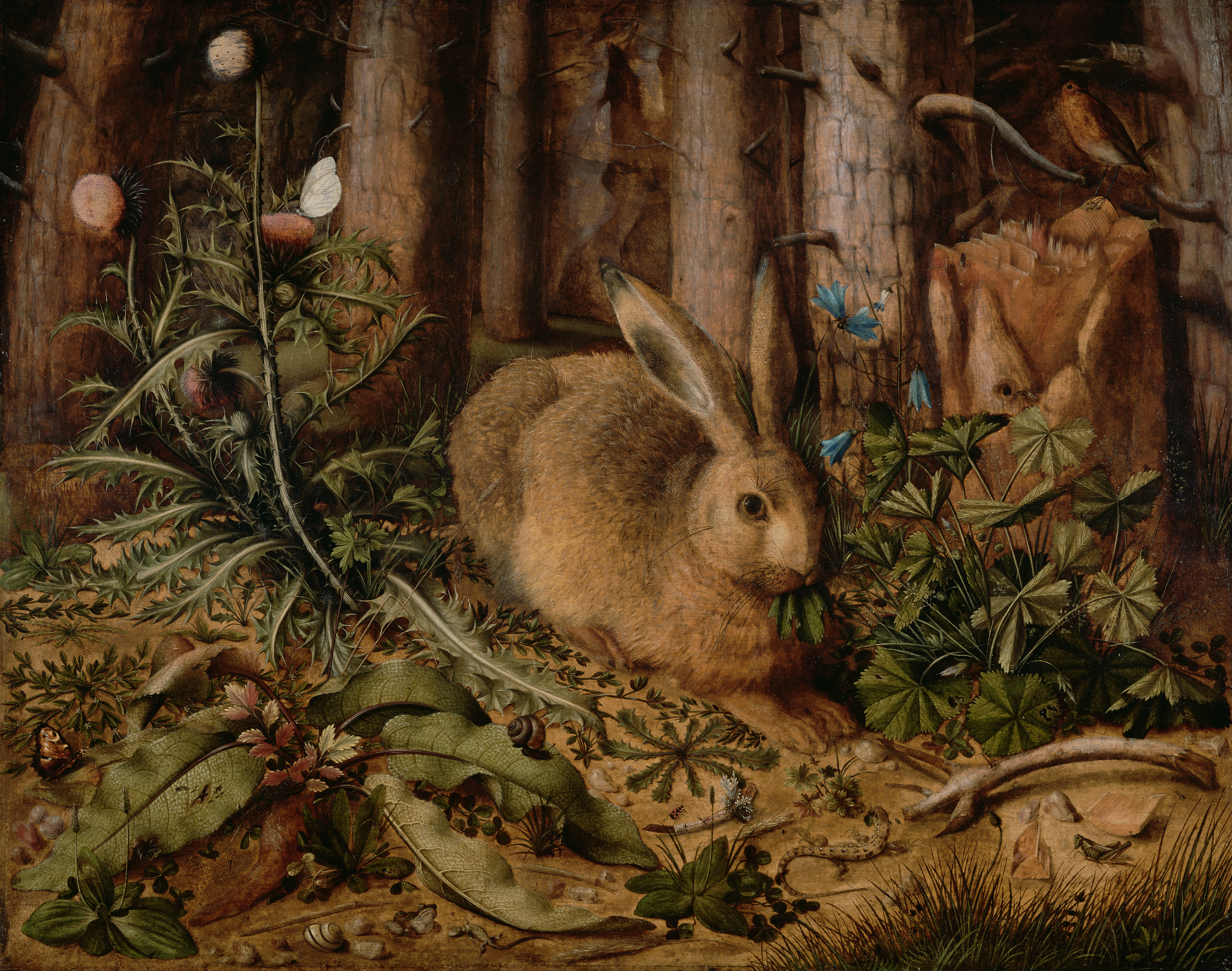
Hase im Wald (um 1585), Getty Museum

- Hase (Kopie nach Dürer, bezeichnet 1528, wobei es sich dabei um Dürers Todesjahr, nicht um das Entstehungsjahr der Kopie handelt), Berlin
- Dürer als Kind (Kopie nach Dürer, 1576), British Museum, London
- Eichhörnchen (1578), National Gallery of Art, Washington, DC
- Blumen und Käfer (1582), Getty Museum, Los Angeles
- Hase im Wald (um 1585); 2001 für 2,64 Mio. $ vom Getty Museum, Los Angeles erworben[3]